# Johnny Rebel
Johnny Rebel, eigentlich Clifford Joseph „Pee Wee“ Trahan (* 25. September 1938 in Moss Bluff (Louisiana), USA; † 3. September 2016 in Rayne (Louisiana), USA) war ein US-amerikanischer Cajun- und Country-Musiker, der für seine offen rassistischen Lieder bekannt wurde. In seinen Liedern befürwortete er, oft sarkastisch und drastisch formuliert, offen die Rassentrennung. Charakteristisch für seine Musik war auch oft die Verwendung des Schimpfwortes Nigger.

## Leben
Trahan verwendete das Pseudonym Johnny Rebel für Musik mit eindeutigen rassistischen Liedtexten, die er vor allem während der 1960er Jahre auf J. D. „Jay“ Millers Label „Reb Rebel“ veröffentlichte.
Er verwendete in seinen Texten häufig das Wort Nigger und sympathisierte mit der Rassentrennung der Jim-Crow-Ära und dem Ku-Klux-Klan. Nahezu alle seine Lieder verunglimpften Afroamerikaner und die Bürgerrechtsbewegung.
Für Aufnahmen ohne offensichtlichen rassistischen Hintergrund und andere Musikrichtungen nutzte Traham diverse Pseudonyme wie Tommy Todd und Jericho Jones für Rockabilly, Filthy McNasty für sexuelle Texte, oder Johnny Blaine und Pee Wee Trahan für Country-Musik.
Die Aufnahmen zu den ersten zwölf Liedern unter dem Namen Johnny Rebel entstanden zwischen 1966 und 1969, als die Bürgerrechtsbewegung und die Black-Power-Bewegung auf ihrem Höhepunkt waren. Neben offen rassistischen Liedern wie Nigger, Nigger oder Who Likes a Nigger erschienen auch zwei Titel, die sich anderen Themen widmen: Keep a Workin’ Big Jim beschreibt die Untersuchungen des Bezirksstaatsanwalts Jim Garrison zum Attentat auf John F. Kennedy und (Federal Aid Hell!) The Money Belongs to Us prangert die Subventionspolitik der USA an.
Zwei seiner Stücke wurden 1971 von Reb Rebel auf einem Sampler mit dem Titel For Segregationists Only wiederveröffentlicht. Nach 30 Jahren ohne Veröffentlichung erschien 2001 die CD Single Infidel Anthem (Fuck You, Osama Bin Laden!) als Reaktion auf die Terroranschläge am 11. September 2001 in den USA. Das Album dazu It’s the Attitude, Stupid! erschien 2003.
Seine Lieder wurden von verschiedenen Rechtsrockbands nachgespielt, so diente zum Beispiel Coon Town als Vorlage für Kreuzberg von Landser.
Sein unter dem Namen Jericho Jones aufgenommener, nicht rassistischer Titel Black Magic wurde 1981 von der britischen Neo-Rockabilly Band Polecats gecovert.
Unter dem Namen Filthy McNasty coverte Trahan den Chuck-Berry-Song My Ding-A-Ling, verschärfte den Text aber nochmal in eindeutig sexueller Richtung. Er beendete seine Karriere im Jahr 2003.
Trahan war verheiratet, hatte zwei Söhne und zwei Töchter. Er verstarb am 3. September 2016 im Alter von 77 Jahren.

## Ansichten
Nach dem Ende seiner Musikkarriere stellte er klar, dass er seine Musik „nur des Geldes wegen“ gemacht hatte und niemals die Absicht verfolgte, Hass zu verbreiten oder Probleme zu bereiten. Außerdem sagte er: „Zu dieser Zeit herrschten viele Ressentiments – Weiße gegen Schwarze und Schwarze gegen Weiße. Also jeder hatte seine eigenen Gefühle. Viele dieser Leute änderten ihre Einstellung mit der Zeit. Ich selbst habe meine Ansichten über die Jahre bis zu einem gewissen Punkt grundlegend geändert.“ Allerdings sprach sich Tarhan gegen Reparationszahlungen für Afroamerikaner, deren Vorfahren Sklaven waren, aus. Er begründete dies damit, dass Afroamerikaner eine vorgefestigte negative Grundeinstellung gegen „Weiße“ hätten und unfähig wären, sich davon loszulösen. Er verstehe nicht, wieso der Staat für etwas zahlen soll, was mehr als 200 Jahre zurückläge. Seine Vorfahren seien selbst Flüchtlinge aus Nova Scotia (Nova Scotia ist eine Provinz Kanadas) gewesen.

## Diskographie

### Singles
- 1958: Tag Along / The Day After Heartbreak (Tommy Todd)
- 1959: Save Your Lovin' For Sis / Blues Knocked On My Door (Jericho Jones)
- 1959: Black Magic / Can A Young Love (Turn To Old Love Overnight) (Jericho Jones)
- 1963: Pork And Bean Blues / The Ballard Of Isadore Comeaux (Johnny Blaine)
- 1965: I'll Knock Three Times / Play That Song One More Time (Johnny Blaine)
- 1966: Kajun Ku Klux Klan / Looking For A Handout (Johnny Rebel)
- 1967: Nigger Hatin' Me / Who Likes A Nigger (Johnny Rebel)
- 1968: (Federal Aid Hell!) / The Money Belongs To Us / Keep A Workin' Big Jim (Johnny Rebel)
- 1969: Nigger, Nigger / Move Them Niggers North (Johnny Rebel)
- 1969: Still Looking For A Handout / In Coon Town (Johnny Rebel)
- 1970: Some Niggers Never Die (They Just Smell That Way) / Stay Away From Dixie (Johnny Rebel)
- 197?: My Ding-A-Ling / Ice Man (Filthy McNasty)
- 19**: Everybody Was --- But Me / Everybody Was Doing It But Me (Filthy McNasty)
- 19**: The Garden Song / The Garden Song (Filthy McNasty)
- 19**: If I Don't See You Tomorrow / A Member Of The Losers Hall Of Fame (Johnny Blaine)
- 19**: Loving Time / I'll Be Living It Up (Johnny Blaine)
- 19**: Pop Top Cars / Just Hang Around (Johnny Blaine)
- 19**: King Size Bed / Can't Walk The Line (Pee Wee Trayhan)

### Alben
- 2003: The Complete Johnny Rebel Collection
- 2003: It's The Attitude Stupid!
- 2009: Johnny Rebel, Volume One